# Xã Bridgewater, Michigan
Xã Bridgewater (tiếng Anh: Bridgewater Township) là một xã thuộc quận Washtenaw, tiểu bang Michigan, Hoa Kỳ. Năm 2010, dân số của xã này là 1.674 người.